# Darfur
Darfur (eigentlich Dar Fur, von arabisch دار فور ‚Land der Fur‘) ist eine Region im Westen des Sudan. Die Bezeichnung wird heute hauptsächlich zusammenfassend für das Gebiet der sudanesischen Bundesstaaten Gharb Darfur (West-Darfur), Schamal Darfur (Nord-Darfur), Dschanub Darfur (Süd-Darfur), Scharq Darfur (Ost-Darfur) und Wasat Darfur (Zentral-Darfur) verwendet, kann aber ebenso die historische Region oder das gleichnamige Gebirge bezeichnen.
Das Gebiet der fünf Provinzen grenzt an Libyen, Tschad, die Zentralafrikanische Republik und an den Südsudan. Sie haben eine Gesamtfläche von 509.075 km² (knapp das Anderthalbfache der Größe Deutschlands) und eine Bevölkerung von mehr als 8 Millionen Menschen. Die Region ist vom gleichnamigen Hochland geprägt, einer ariden Hochebene mit dem Marra-Gebirge (Dschebel Marra, eine Bergkette vulkanischen Ursprungs mit Bergen bis 3088 m Höhe) im Zentrum.
Seit 2003 herrscht in der Region der Darfur-Konflikt, der laut UNO-Angaben bis Frühjahr 2008 etwa 300.000 Menschen das Leben gekostet und 2,5 Mio. in die Flucht getrieben hat.

Bundesstaaten des Sudan

## Geografie

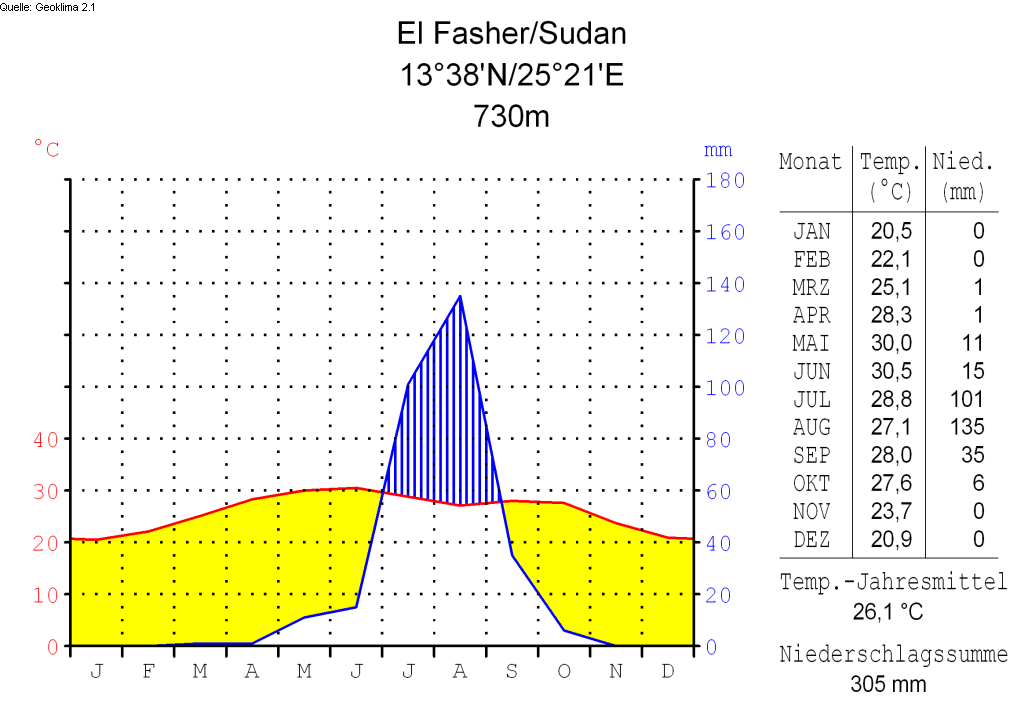
Klimadiagramm al-Faschir

Durch den mittleren Teil Darfurs zieht sich von Nordosten nach Südwesten eine Reihe von vulkanischen Gebirgsmassen mit erloschenen Kratern (Dschebel Medob, bis 2000 m, Dschebel Marra, bis 3000 m hoch, mit zahlreichen anderen Spitzen, dazwischen Dschebel Tagabo und Wanda). Hier entspringen alle Gewässer, die im Norden und Nordosten den Gebirgen entströmen. Sie vereinigen sich zum Wadi el-Melek, das bei Debbeh in den Nil mündet. Im Osten nimmt das Wadi el Koh alles Wasser auf und verliert sich später in der weiten Ebene im Süden. Im Westen der Region führen Wadi Barreh oder Turah und Wadi Azum in das Wadi Cadja und zum Bahr el Salamat, einem Nebenfluss des Schari im Tschadbecken. Im Süden entwässert das Wadi Gendi die Region und führt zum Bahr al-Arab. In der Regenzeit bildet der südliche Teil des Landes einen großen See, in der Trockenzeit ist der Boden von Spalten zerrissen. Der östliche Teil (Gize) ist wie der westliche sandig.
Der Norden besteht aus Trockensavanne, der Süden ist während der Regenzeit weitgehend überschwemmt. Norden und Süden sind kaum besiedelt, der Nordosten ist fast menschenleer. Die Klimastation al-Faschir in der Mitte Darfurs weist bei ganzjährig hohen Temperaturen von mehr als 20 °C nur in den Monaten Juli und August höhere Niederschläge auf, so dass nur diese beiden Monate humid sind, während die restlichen zehn Monate arid sind. Die Jahresniederschlagssumme beträgt 305 mm; damit befindet sich dieser Bereich Darfurs nahe der agronomischen Risikogrenze. Zusätzlich wird die Situation noch durch die große Variabilität der Niederschläge verschärft, so dass das Dürrerisiko recht groß ist. Da in den letzten Jahrzehnten durch den steigenden Bevölkerungsdruck und nach einigen regenreicheren Jahren die Anbaugrenze für Hirse nach Norden verschoben wurde, kam es in darauffolgenden Dürrejahren zu katastrophalen Hungersnöten. Infolge des Schwindens der bodennahen natürlichen Vegetation und der Umwandlung in Ackerland wurde durch Deflation ein Teil des fruchtbaren Bodens weggeweht; das Ergebnis ist eine Ausdehnung der Wüsten- und Halbwüstengebiete (Desertifikation).

## Wirtschaft

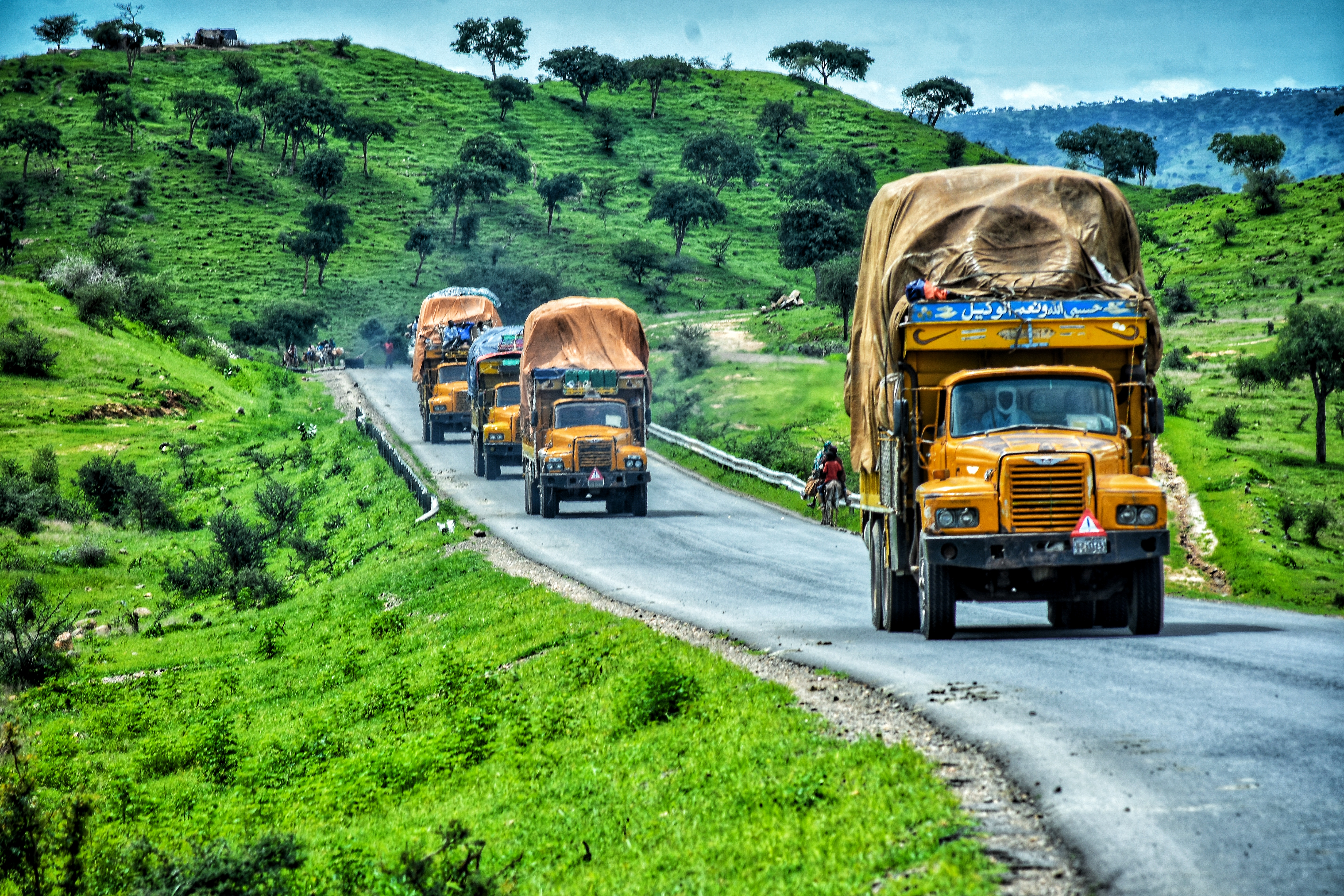
Lastwagen auf dem Weg von Nyala nach al-Dschunaina, Dschebel Marra, 2019

Darfurs Wirtschaft basiert in erster Linie auf Subsistenz-Landwirtschaft (Regenfeldbau) mit Getreide-, Obst- und Tabakanbau und Viehwirtschaft im trockeneren Norden. Außerdem wird der Gummiarabikumbaum angepflanzt. Das aus der Rinde gewonnene Harz (Gummi arabicum) wird als Emulgator für die konservierende Beschichtung von Arzneimitteln benötigt. Sudan deckt 70 bis 80 Prozent des Weltbedarfs. Wegen des aktuellen Konflikts und der damit einhergehenden Produktionsausfälle ist der Marktpreis innerhalb einiger Jahre auf das Doppelte gestiegen. Es gab einen Versuch, die Gummiarabikumbäume in Texas anzusiedeln, jedoch hatte das Harz nicht die benötigte Qualität.
Früher war Darfur ein Zentrum des Sklavenhandels, indem es eine Route darstellte, über welche afrikanische Sklaven in die arabische Welt verschleppt wurden. Die größten ethnischen Gruppen sind die stark arabisierten Fur (nach denen die Region benannt ist) und im Süden lebende Schwarzafrikaner, beide ethnisch afrikanische Völker. Die wichtigsten Städte sind al-Faschir und al-Dschunaina.
An Metallen (Gold, Kupfer, Antimon, Blei, Eisen) scheint das Land reich zu sein. Erdölkonzessionen für den Südteil der Region wurden an die China National Petroleum Corporation vergeben.

## Geschichte
Aufgrund der weitgehend mündlichen Überlieferung ist die Geschichte des Darfur vor dem 19. Jahrhundert sehr ungewiss. Die wenigen existenten Königslisten sind bisher unveröffentlicht.

### Daju
Die zu den frühesten Einwohnern von Darfur zählenden Daju sind seit dem 12. Jahrhundert als Tajūwa bei den arabischen Geographen belegt. Die in Dar Sila in der heutigen Republik Tschad residierenden Könige der Daju führen ihren Ursprung auf den Jemen zurück und können deshalb nicht lokalen Ursprungs gewesen sein.

### Tunjur
Die noch heute im Darfur und in anderen Gebieten des Zentralsudan siedelnden Tunjur gelten als eingewanderte Kulturbringer. Nach einer weit verbreiteten, schon von Gustav Nachtigal aufgenommenen Überlieferung sollen die Tunjur aus Arabien stammen. Sie sollen aus Dongola oder allgemeiner aus dem Gebiet des Niltals eingewandert sein.

### Keira
Der Machtwechsel von den Tunjur zu den Keira wird im Allgemeinen durch eine Legende erklärt. Sie handelt von dem harten und ungerechten Sau Dorsit, dem letzten König der Tunjur, der von Dali, dem ersten König der Keira, in einer nächtlichen Schlacht verheerend geschlagen wurde. Daraufhin wurde der grausame Herrscher von seinen Anhängern verlassen und verschwand auf Nimmerwiedersehen. Dali war der Begründer des Keira-Herrscherhauses, unter dem die größte Ausdehnung des Darfur-Reiches stattfand. Nachdem der Islam schon vorher durch Händler aus der Nilregion verbreitet worden war, erhob sein Nachfolger Soliman Solon (c. 1650–1680) den Islam zur Staatsreligion.

### Darfur im 19. Jahrhundert
Unter dem Vorwand, dass entflohene Mameluken in Kordofan Zuflucht fanden, sandte Muhammad Ali Pascha, Pascha von Ägypten, 1821 seinen Schwiegersohn Mohammed Bei El Defterdar gegen Darfur, das sich ihm nach einer mörderischen Schlacht unterwarf. Ein Versuch von Mohammed Bei El Defterdar, den Abu Madian, einen jüngeren Bruder des Sultans Mohammed Fahdel, der von diesem in einer Art Gefangenschaft gehalten worden war, mit Waffengewalt auf den Thron von Darfur zu setzen (1833), scheiterte durch eine Meuterei der rumelischen Hilfstruppen, und Darfur wurde aufs strengste gegen Ägypten abgesperrt. Das Verhältnis zwischen Ägypten und Darfur blieb fortwährend gespannt, und die immer mehr zunehmende Macht dieses Landes, seine Ausdehnung nach Süden hin, wurde von den Sultanen aufmerksam überwacht.

### Ägyptische Eroberung des Darfur: 1874

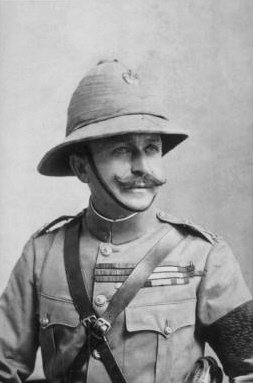
Rudolf Slatin

Schon seit Jahren war das Verhältnis zwischen den Nachbarn ein feindseliges, das in offene Feindschaft überging, als Ägypten unter dem Einfluss der europäischen Mächte die Einfuhr der Sklaven aus Darfur verbot und damit dieses Land einer seiner reichsten Einnahmequellen beraubte. Nachdem Sultan Brahim 1873 mit dem im Süden von Darfur stationierten ägyptischen Bei Siber in offenen Kampf geraten war, rückte von Kordofan aus ein ägyptisches Korps unter Ismail Pascha in Darfur ein, schlug Sultan Brahim, der im Kampf fiel (Oktober 1874), und das zuvor selbständige Sultanat wurde für Ägypten erobert.
1883 wurde dann Darfur von der Armee des Sudanesen Muhammad Ahmad, der sich selbst zum Mahdi ernannt hatte, für den Sudan erobert. Zuvor hatte er den ägyptischen Provinz-Gouverneur (Müdür) von Darfur, den Österreicher Rudolf Slatin, zur Kapitulation gezwungen.

### Autonomie: 1898–1916
Das Sultanat wurde 1898, nach der Niederschlagung des Mahdi-Aufstandes, unter anglo-ägyptischer Herrschaft autonom. In jener Zeit wurde die Einwohnerzahl auf höchstens 1,5 Millionen geschätzt. Davon bestand die Hälfte aus den damals vorherrschenden Fur, 500.000 Arabern, die andere Hälfte aus Tukruri und Fulbe.
Im Ersten Weltkrieg führte der letzte Sultan einen Aufstand gegen das britische Imperium an. Dieser wurde im Mai 1916 unter Einsatz von 3000 Soldaten und der Royal Air Force niedergeschlagen, der Sultan getötet und Darfur in den britisch beherrschten Sudan eingegliedert, der bis 1956 faktisch eine britische Kolonie war.

### Nach der Unabhängigkeit des Sudan
In den 1980er Jahren, insbesondere 1984/1985, war Darfur von Dürreperioden und Verknappung von Land und Wasser bei gleichzeitig wachsender Bevölkerung betroffen, wodurch sich Konkurrenz, Gegensätze und Konflikte zwischen Bauern und Viehzüchtern verschärften.
1994 wurde Darfur in drei sudanesische Bundesstaaten geteilt: Nord-, Süd- und Westdarfur.

## Darfur-Krise

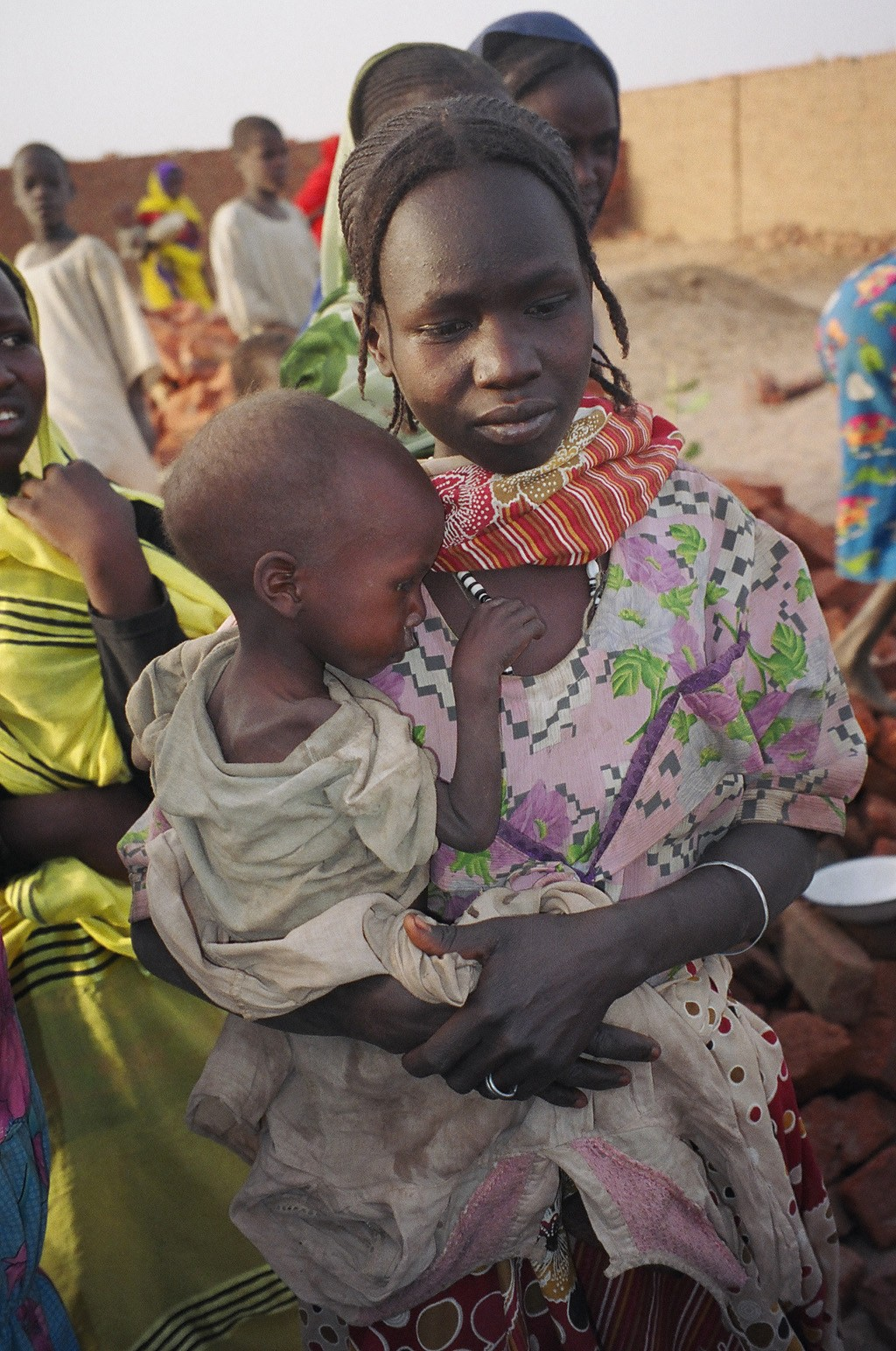
Binnenvertriebene in Norddarfur

### Entwicklung
2003 begann in Darfur der Aufstand zweier Rebellengruppen – der Sudanesischen Befreiungsarmee (Sudan Liberation Army, SLA) und der Bewegung für Gerechtigkeit und Gleichheit (Justice and Equality Movement, JEM) –, die aus den traditionellen, nicht-arabisch-stämmigen Volksgruppen in Darfur hervorgingen und der sudanesischen Regierung vorwerfen, die Region zu marginalisieren und die Bevölkerung zu unterdrücken. Ferner wurde der Konflikt durch ausgedehnte Dürreperioden und einen Disput über Ressourcen wie Land und Wasser verschärft. Mit Ausbruch des Bürgerkrieges begann die Regierung einen Feldzug mit Luftbombardements und Bodenangriffen, durchgeführt von arabischen Milizen, den Dschandschawid.
Letztere werden beschuldigt, schwere Menschenrechtsverletzungen an der Zivilbevölkerung begangen zu haben, wie Zerstörung von Dörfern, Massaker, Plünderungen und Vergewaltigungen. Die sudanesische Regierung wies eine Mitschuld an den Verbrechen vorwiegend arabischer Milizen in Darfur zurück. Manche Beobachter stufen die Verbrechen der Dschandschawid als „ethnische Säuberungen“ und Völkermord ein. 2004 stufte auch der damalige US-Außenminister, Colin Powell, die Angriffe als Völkermord ein. Im selben Jahr sprachen die Vereinten Nationen angesichts der Morde und Vertreibungen in Darfur von der „schlimmsten humanitären Katastrophe der Welt“.
Im April 2004 wurde ein Friedensabkommen zwischen Regierung und Rebellen geschlossen, das seither aber von allen Seiten mehrmals gebrochen wurde. Mehrere weitere Abkommen haben ebenfalls keinen dauerhaften Frieden gebracht. Die Rebellen haben sich in diverse Splittergruppen gespalten, von denen nicht alle die Friedensabkommen anerkennen und manche die Teilnahme an weiteren Verhandlungen ablehnten.
Im Oktober 2008 vermeldeten die Vereinten Nationen, dass alleine in den vergangenen beiden Monaten 40.000 Menschen nach erneuten Kämpfen vertrieben wurden. Diese leben in der Wüste und nicht in Flüchtlingslagern und werden daher von der internationalen Hilfe nicht erreicht. Bisher sind schätzungsweise ca. 300.000 Zivilpersonen im Zusammenhang mit dem Konflikt getötet worden. Er dauert, bei wechselnder Intensität, noch bis zum gegenwärtigen Zeitpunkt an.
Am 31. August 2020 wurde ein Friedensvertrag geschlossen. Das Abkommen, das von den meisten der beteiligten Gruppen unterzeichnet wurde, gilt als wesentlicher Schritt zur Beilegung des Konflikts. Neben der sudanesischen Regierung wurde das Abkommen auf der Seite Darfurs von der JEM und Minni Minawis SLA sowie von Malik Agar, dem Führer der aufständischen SPLM-N in den Regionen Dschanub Kurdufan und an-Nil al-azraq unterzeichnet. Zwei einflussreiche Gruppierungen in Darfur, eine der größeren SPLM-N-Fraktionen und die von Abdel Wahed el-Nur geführte SLA-Fraktion lehnten die Unterzeichnung ab.

### Reaktionen des Auslands

#### Vereinte Nationen
Die Vereinten Nationen reagierten zunächst verhalten auf die Krise in Darfur und beschränkten sich auf Appelle an die sudanesische Regierung, sich um Frieden zu bemühen und den Zugang für humanitäre Hilfe in die Region zu erleichtern. Insbesondere China und Russland sperrten sich lange im Sicherheitsrat der Vereinten Nationen gegen ein härteres Vorgehen, da sie gute wirtschaftliche Beziehungen mit Sudan pflegen.
Die humanitären Agenturen der UNO (UNICEF, UNHCR, Welternährungsprogramm) betätigen sich in der humanitären Hilfe für Darfur und die Flüchtlinge aus Darfur im angrenzenden Tschad.
2004 autorisierte der Sicherheitsrat die African Union Mission in Sudan (AMIS), die aber die Zivilbevölkerung nicht wirksam zu schützen vermochte.
Am 30. März 2005 beschloss der Sicherheitsrat der Vereinten Nationen (UNO) in New York eine Resolution, nach der der Internationale Strafgerichtshof (ICC) in Den Haag die Kriegsverbrechen in der Region untersuchen soll. Es ist das erste Mal, dass der Rat einen Fall an den ICC weiterleitet. Das Gremium nahm einen französischen Textentwurf mit elf zu null Stimmen bei vier Enthaltungen an. Auch die USA, die den ICC nicht anerkennen, enthielten sich. Sie hatten zuvor das Zugeständnis erhalten, dass US-Bürger, die für die UNO in Sudan arbeiten, von der Resolution ausgeklammert werden. Sudan lehnt allerdings eine Verhandlung gegen mutmaßliche sudanesische Kriegsverbrecher im Ausland ab.
Nach langem diplomatischem Ringen erklärte die sudanesische Regierung 2007 ihr Einverständnis für eine gemischte Friedenstruppe von Vereinten Nationen und Afrikanischer Union. Die Mission Hybrider Einsatz der Afrikanischen Union und der Vereinten Nationen in Darfur (UNAMID) wurde am 31. Juli 2007 mit der Resolution 1769 des UN-Sicherheitsrates einstimmig autorisiert.
Im Januar 2008 war die UNAMID mit 7156 Soldaten, 220 militärischen Beobachtern und 1704 Polizisten im Krisengebiet vertreten. Der von der Resolution gedeckte Rahmen für die Mission beläuft sich auf etwa 26.000 Personen. Es befindet sich mit 9.080 Männern und Frauen der UNAMID-Mission zurzeit erst ca. 35 % der bewilligten Kräfte vor Ort. Unterstützt werden diese von weiteren 66 freiwilligen Mitarbeitern der UN.

#### Europäische Union
Auf einer Tagung der EU-Außenminister im April 2004 sprachen die Delegierten nur außerhalb der Tagesordnung über die politische Lage im Westsudan.
Die Lage wurde am Montag (9. August 2004) durch Pieter Feith, dem stellvertretenden Direktor für Außen- und Sicherheitsfragen der Europäischen Union in Brüssel, nach seiner Reise in Sudan wie folgt eingeschätzt: „Wir haben dort nicht die Situation eines Genozids“.

#### Deutsche Bundesregierung
Sudanesische Behörden haben Vertretern des Menschenrechtsausschusses des deutschen Bundestags eine Einreise in die Krisenregion Darfur verboten. Die Behörden beschlagnahmten vermutlich 2004 außerdem Filmmaterial eines Kamerateams der ARD.
Die deutsche Bundesregierung hat die sudanesische Regierung mehrmals aufgefordert, den vereinbarten Waffenstillstand einzuhalten und Hilfsorganisationen Zugang zu den Flüchtlingen zu gewähren.

#### Internationale Organisationen
Die internationale Menschenrechtsorganisation Amnesty International hat das Projekt www.eyesondarfur.org gestartet. Mit Hilfe von Bildern von Satellitenkameras sollen die Bürger der ganzen Welt sich ein besseres Bild von den Ausmaßen der Krise machen können. Das Ziel ist aber nicht nur berichtend, sondern soll auch der Überwachung der befeindeten Gruppen dienen und damit zum Ende des Konfliktes beitragen. In Zusammenarbeit mit zahlreichen prominenten Musikern hat AI auch das Projekt Make Some Noise – the Global Campaign to Save Darfur ins Leben gerufen.
In den USA existiert eine breite Save Darfur-Bewegung.